# Pietas
För textilateljén med samma namn, se Pietas (textilateljé)

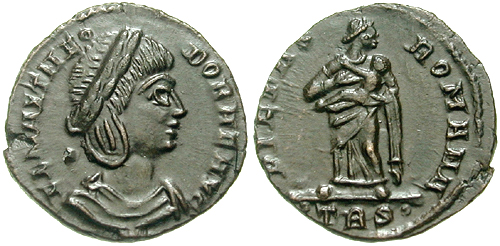
På baksidan av detta mynt av Flavia Maximiana Theodora, bär Pietas ett barn i sin famn.

Pietas är fromhetens och trohetens gudinna i romersk mytologi som också vakar över barnens tillbörliga vördnad för sina föräldrar.
I Rom vid Forum Holitorium byggdes enligt sagan ett tempel åt Pietas på en plats där det påstods att en i strängt fängelse inspärrad förbrytare hade fått sin hunger stillad därigenom att hans dotter, en ung hustru, som tillåtits besöka honom, matat honom med sin egen mjölk. I verkligheten var templet uppfört till minne av en ung officer, som i en strid räddade sin faders liv. Även ett annat tempel åt Pietas vid Circus Flaminius på Marsfältet omtalas – Pietastemplet. 